# Трагониси (Патмос)
Трагониси (греч. Τραγονήσι) — необитаемый остров в заливе Грикос в юго-восточной части острова Патмос в архипелаге Додеканес. Административно принадлежит к муниципалитету Патмос. Остров защищает залив от непогоды (за исключением ветров на юго-востоке).
В 7-м Всемирном конгрессе клуба «самых красивых бухт в мире», состоявшейся в Сенегале (22-26 мая 2011 г.), залив Грикос на острове Патмос, в центре которого лежит Тригониси, официально стал одной из самых красивых бухт в мире.